# Cantone di Riom-Est
Il Cantone di Riom-Est era una divisione amministrativa dell'arrondissement di Riom.
È stato soppresso a seguito della riforma complessiva dei cantoni del 2014, che è entrata in vigore con le elezioni dipartimentali del 2015.
Comprendeva parte della città di Riom e i comuni di
- Cellule
- Châtel-Guyon
- Le Cheix
- Ménétrol
- La Moutade
- Pessat-Villeneuve
- Saint-Bonnet-près-Riom